# Castilia acraeina
Castilia acraeina är en fjärilsart som beskrevs av William Chapman Hewitson 1864. Castilia acraeina ingår i släktet Castilia och familjen praktfjärilar. Inga underarter finns listade i Catalogue of Life.